# Deja Vu (Olivia Rodrigo)
Deja Vu è un singolo della cantante statunitense Olivia Rodrigo, pubblicato il 1º aprile 2021 come secondo estratto dal primo album in studio Sour.

## Pubblicazione
Olivia Rodrigo ha confermato Deja Vu sui suoi account social il 29 marzo 2021, fissando la pubblicazione per le 18 (ora italiana) del successivo 1º aprile. Il brano è entrato in rotazione radiofonica nelle stazioni mainstream statunitensi a partire dal 6 aprile.

## Descrizione
Il bridge del brano interpola Cruel Summer di Taylor Swift, presente nel suo album Lover del 2019: dopo aver citato il pezzo come «una grande influenza» per la stesura di Deja Vu in un'intervista al Rolling Stone nel maggio 2021, Rodrigo ha aggiornato i crediti della canzone due mesi dopo, citando Swift, Jack Antonoff e St. Vincent come autori.

## Video musicale
Il video musicale, diretto da Allie Avital, vede la partecipazione dell'attrice statunitense Talia Ryder ed è stato reso disponibile su YouTube in contemporanea con la pubblicazione del singolo.

## Tracce
Testi e musiche di Olivia Rodrigo, Daniel Nigro, Anne Erin Clark, Jack Antonoff e Taylor Swift.
1. Deja Vu – 3:35

## Formazione
- Olivia Rodrigo – voce, cori
- Daniel Nigro – cori, chitarra acustica, chitarra elettrica, Wurlitzer, basso, programmazione batteria, Juno60, percussioni, produzione, registrazione
- Jam City – organo, chitarra
- Ryan Linvill – flauto, sassofono
- Sterling Laws – registrazione batteria
- Mitch McCarthy – missaggio
- Randy Merrill – mastering

## Successo commerciale
In madrepatria Deja Vu ha esordito all'8º posto della Billboard Hot 100, segnando la seconda top ten di Rodrigo. Nel corso della settimana ha ricevuto 20,3 milioni di riproduzioni in streaming, ha venduto 4 000 copie digitali e ha raggiunto un'audience radiofonica pari a 9,3 milioni di ascoltatori. La settimana successiva il singolo è uscito dalla top ten, calando al 15º posto. Nella settimana di pubblicazione dell'album di provenienza Sour è rientrato in top ten, trovando un nuovo picco di 3 grazie all'aumento degli stream del 79%, portandoli a 32,8 milioni.

## Classifiche

### Classifiche settimanali
| Classifica (2021) | Posizione massima |
| ----------------- | ----------------- |
| Argentina         | 57                |
| Australia         | 3                 |
| Austria           | 25                |
| Belgio (Fiandre)  | 49                |
| Canada            | 4                 |
| Costa Rica        | 15                |
| Croazia           | 79                |
| Danimarca         | 24                |
| Francia           | 131               |
| Germania          | 55                |
| Grecia            | 19                |
| India             | 15                |
| Irlanda           | 2                 |
| Islanda           | 30                |
| Libano            | 17                |
| Lituania          | 17                |
| Malaysia          | 6                 |
| Norvegia          | 17                |
| Nuova Zelanda     | 3                 |
| Paesi Bassi       | 33                |
| Panama            | 38                |
| Perù              | 30                |
| Portogallo        | 5                 |
| Regno Unito       | 4                 |
| Repubblica Ceca   | 10                |
| Romania           | 79                |
| Singapore         | 3                 |
| Slovacchia        | 19                |
| Spagna            | 56                |
| Stati Uniti       | 3                 |
| Sudafrica         | 11                |
| Svezia            | 46                |
| Svizzera          | 35                |
| Ungheria          | 19                |

### Classifiche di fine anno
| Classifica (2021) | Posizione |
| ----------------- | --------- |
| Australia         | 26        |
| Brasile           | 158       |
| Canada            | 28        |
| Irlanda           | 20        |
| Islanda           | 76        |
| Nuova Zelanda     | 28        |
| Portogallo        | 50        |
| Regno Unito       | 32        |
| Stati Uniti       | 13        |
| Svizzera          | 99        |
| Ungheria          | 93        |